# 光顯寺
额尔德尼召，汉名光显寺，是位于蒙古国前杭爱省哈拉和林的一座藏传佛教格鲁派寺院。
该庙建于1586年。17世纪80年代被毁。后来两次重建。兴建额尔德尼召的建筑材料取自哈拉和林城遗址。该庙周围建有108座白色佛塔，蔚为壮观。额尔德尼召鼎盛时期曾有62座殿堂。

## 历史
1586年，成吉思汗第29代子孙、喀尔喀那顏阿巴岱汗建立了额尔德尼召。他曾经赴土默特阿拉坦汗王府所在地呼和浩特，拜见三世达赖并取经，获得数件佛教圣物，并被授予“汗”的称号，还为建寺而受戒。在起初百年间，额尔德尼召是阿巴岱汗氏族土谢图汗的家庙。在建造该庙时，其日常生活开支主要是由土谢图汗及其亲属供应的。17世纪末车臣汗、18世纪后五十年札萨克图汗先后管理外喀尔喀各部事务，该庙由此变成所有喀尔喀人尊崇的召庙。1787年，额尔德尼召转为哲布尊丹巴门徒们管辖。

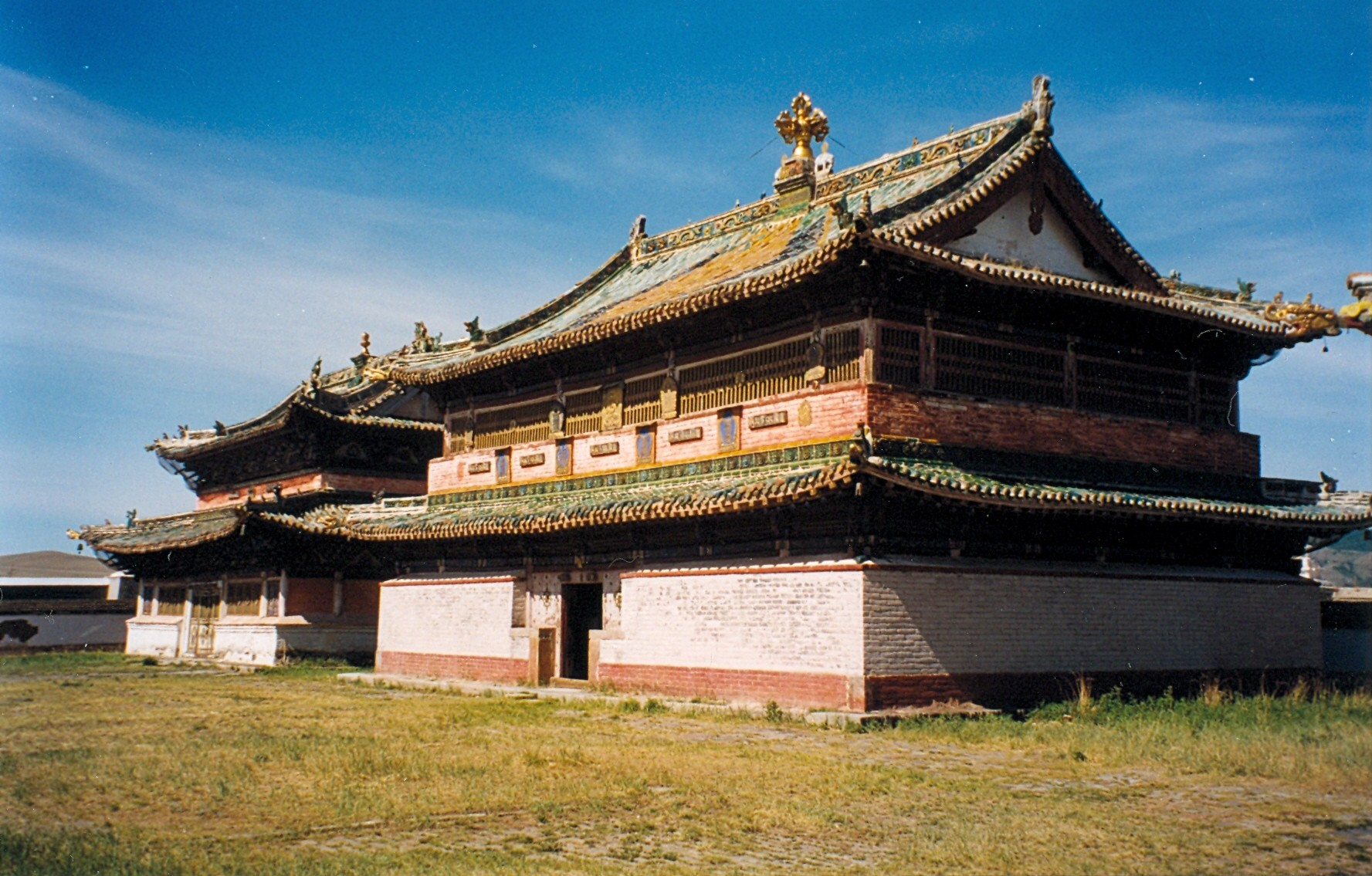
额尔德尼召内的殿宇

1586年，额尔德尼召最早的一座召庙在此建立，其他庙宇又在后来的很长时间内陆续建成。相继建造了名为：固尔班召（Гурван зуу）、八菩薩（Найман Бодьсадва）、持金剛（Очирдарь）、阿弥陀（Авид）、麦达里（Майдар）、释迦牟尼（Шигэмуни）、曼殊室利（Манзушир）的诸多佛殿。此外，还建了安葬温都尔格根（Өндөр гэгээн）之母罕笃札木素遗体的宝塔、阿拉坦金塔（Алтан суварга）等佛塔。

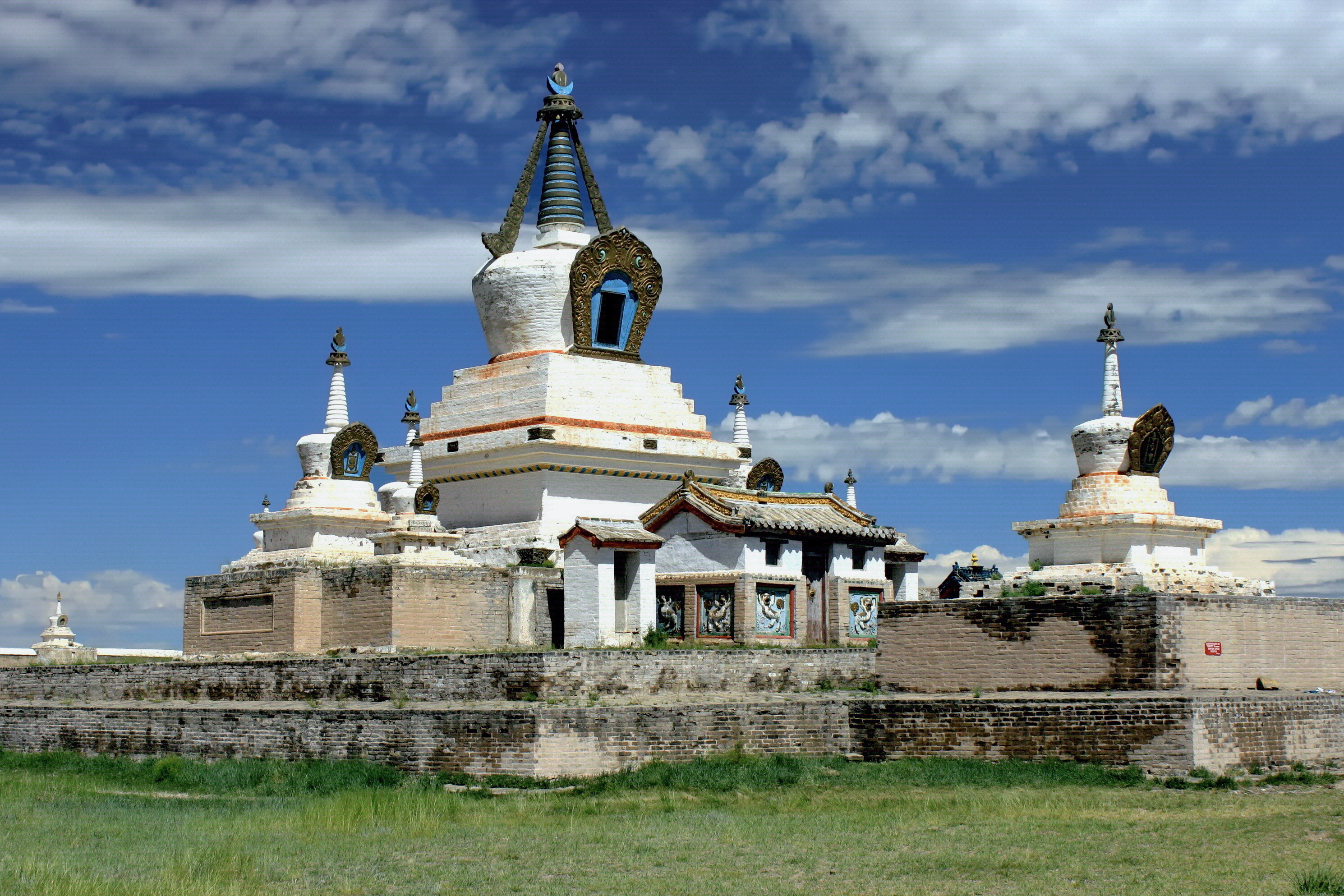
额尔德尼召的“金塔”

17世纪80年代，准噶尔汗国噶尔丹（博硕克图汗）率军在喀尔喀战斗，导致额尔德尼召的喇嘛逃散，各个召庙均受很大破坏。后来，召庙的修复和重建工程开始。到19世纪初，已建起了供奉宗喀巴（Зонхав）、衮布（Гомбо）、达赖喇嘛（Далай лам）的佛殿等共计60多座。

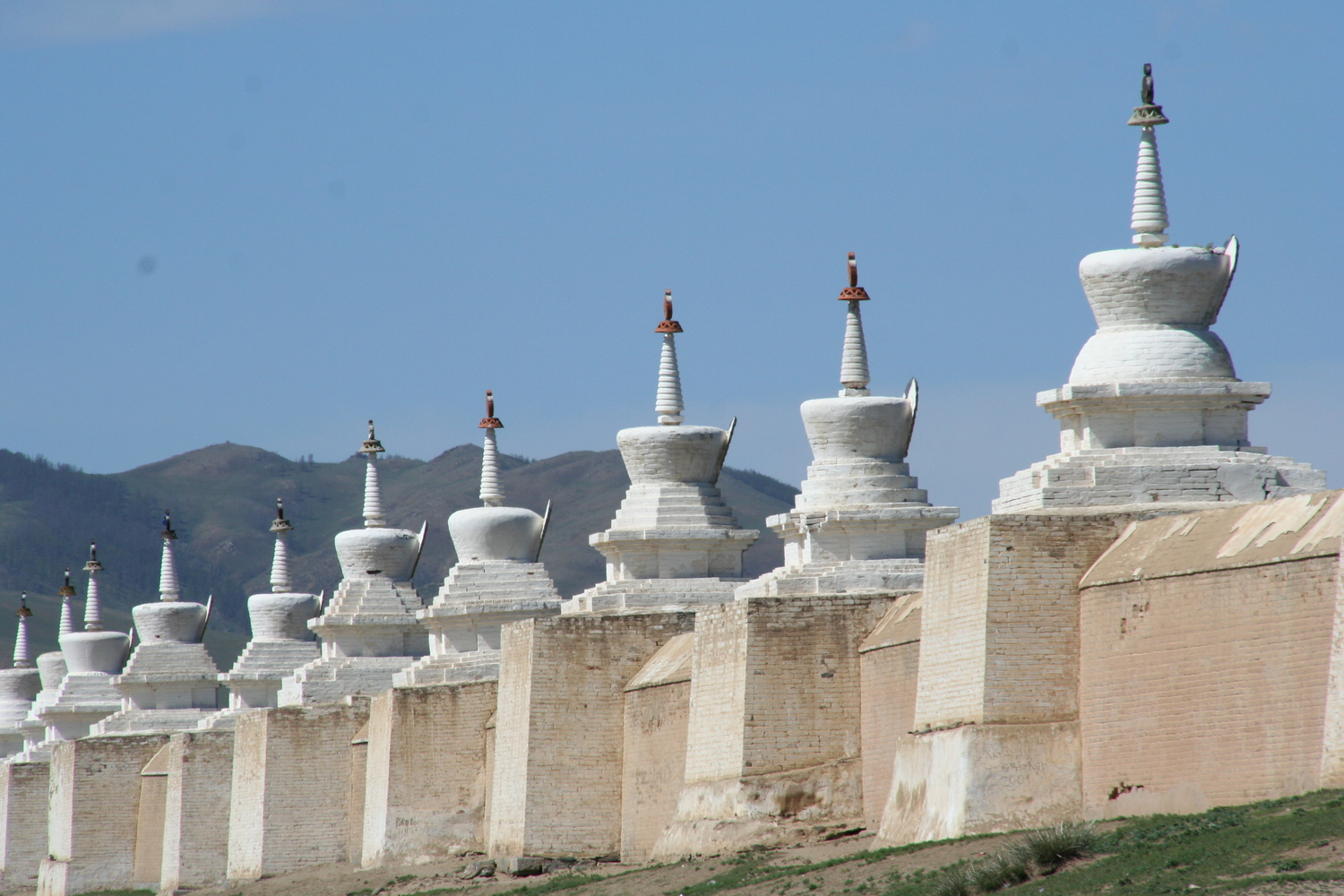
额尔德尼召周围的白色佛塔

在喀尔喀蒙古的寺庙中，额尔德尼召是供物最多的召庙之一。该寺最初的主要供物有阿巴岱汗从达赖喇嘛处得到的含有佛祖舍利（Буддын шарил）的释迦牟尼佛、莲花生（Бадамсамбава）、萨迦·班智达·贡噶坚赞（Сажа бандид Гунгаажалцан）、噶玛巴希（Гармаа-багш）、贡布固尔（Гомбогүр，大黑天化身之一）、吉祥天母（Лхам）、三世佛（Гурван цйгийн бурхан）等佛像，日后供物更加丰富。

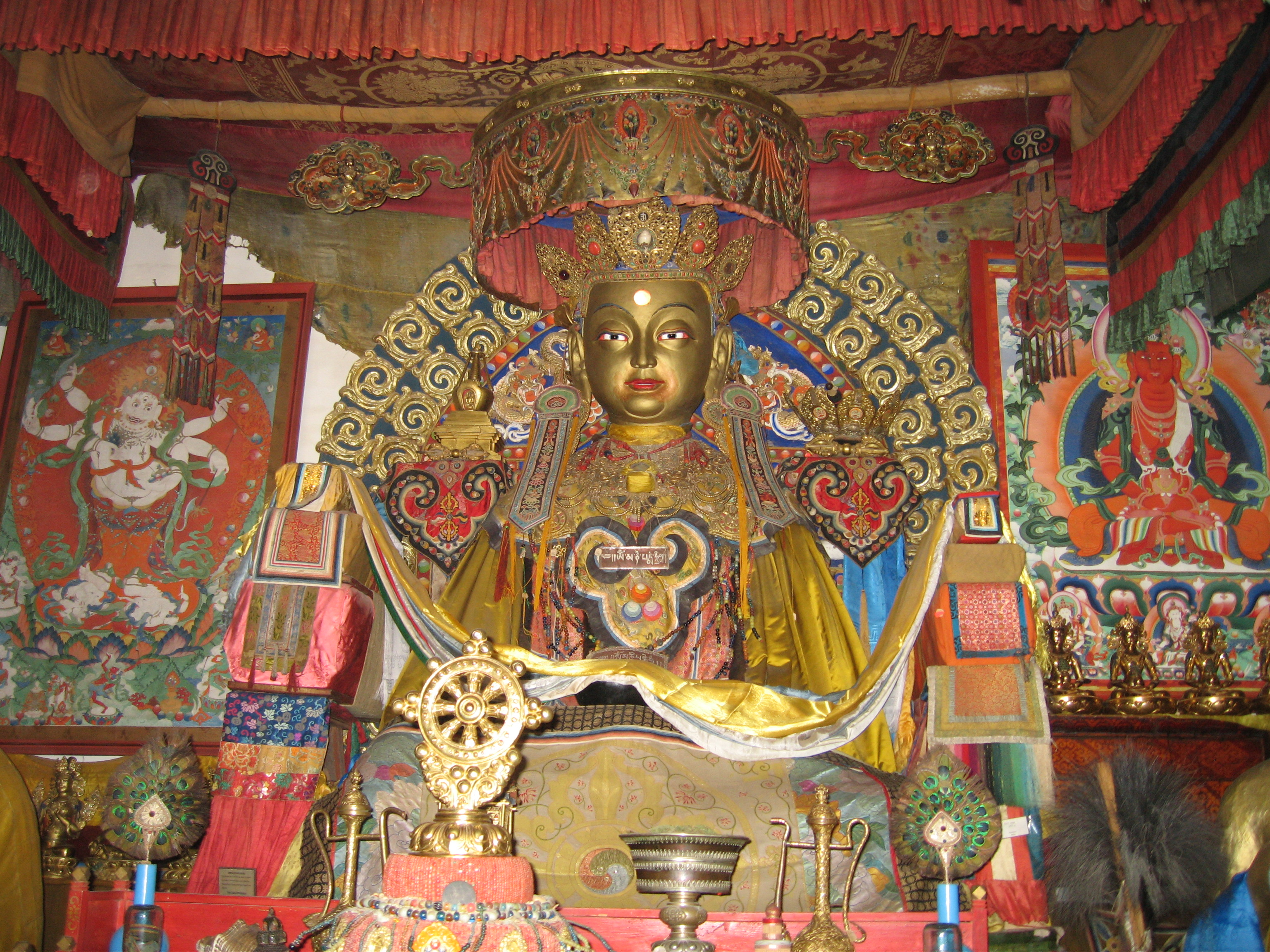
额尔德尼召内的佛像

额尔德尼召诸寺的法会主要由萨迦派喇嘛创立。据载，喀尔喀未建任何召庙前，便有位名叫古明南苏（Гүмэн-нансо）的萨迦喇嘛曾到此地。在额尔德尼召第一座佛殿开光时，阿巴岱汗特邀达赖喇嘛莅临，达赖虽谢绝邀请，但仍派萨迦喇嘛罗追宁布（Лодойнямбуу）代表他举行了开光典礼。

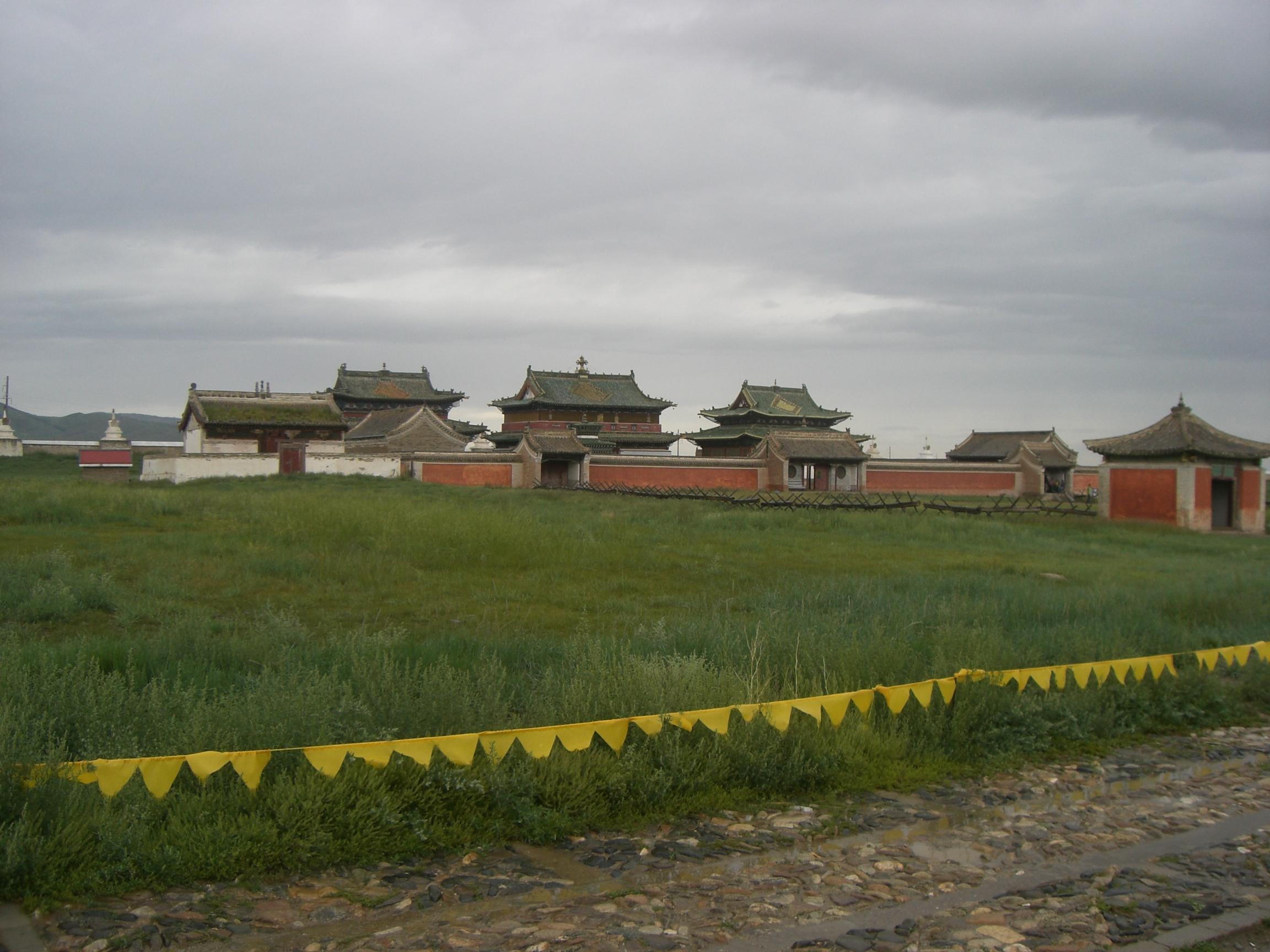
额尔德尼召的主要建筑

有记载讲述了原呼和浩特锡哷图召喇嘛、蒙古翻译家、锡哷图班智达固什绰尔济（Гүүш-цорж）在额尔德尼召受封为第一代锡哷图的过程。学者沙·毕拉以达木丁（Дамдин）的《金册》（Алтан дэвтэр）为证据，认为固什绰尔济曾到过额尔德尼召。而学者鲍·符拉基米尔佐夫、罗·呼日勒巴特尔对此存疑。但是在额尔德尼召第七代锡哷图丹巴达尔扎的传记及其有关启请（羅馬化：adhyesanā）等方面的著作中，均反复记载固什绰尔济喇嘛为额尔德尼召第一代锡哷图喇嘛。由此看来，该说似乎为事实。在民间传说中，此后的五代锡哷图（即第二至六代锡哷图）均为萨迦派喇嘛。所以有时第七代锡哷图丹巴达尔扎被称为额尔德尼召最初的锡哷图，这是由于他是最早一位出身格鲁派的锡哷图喇嘛。

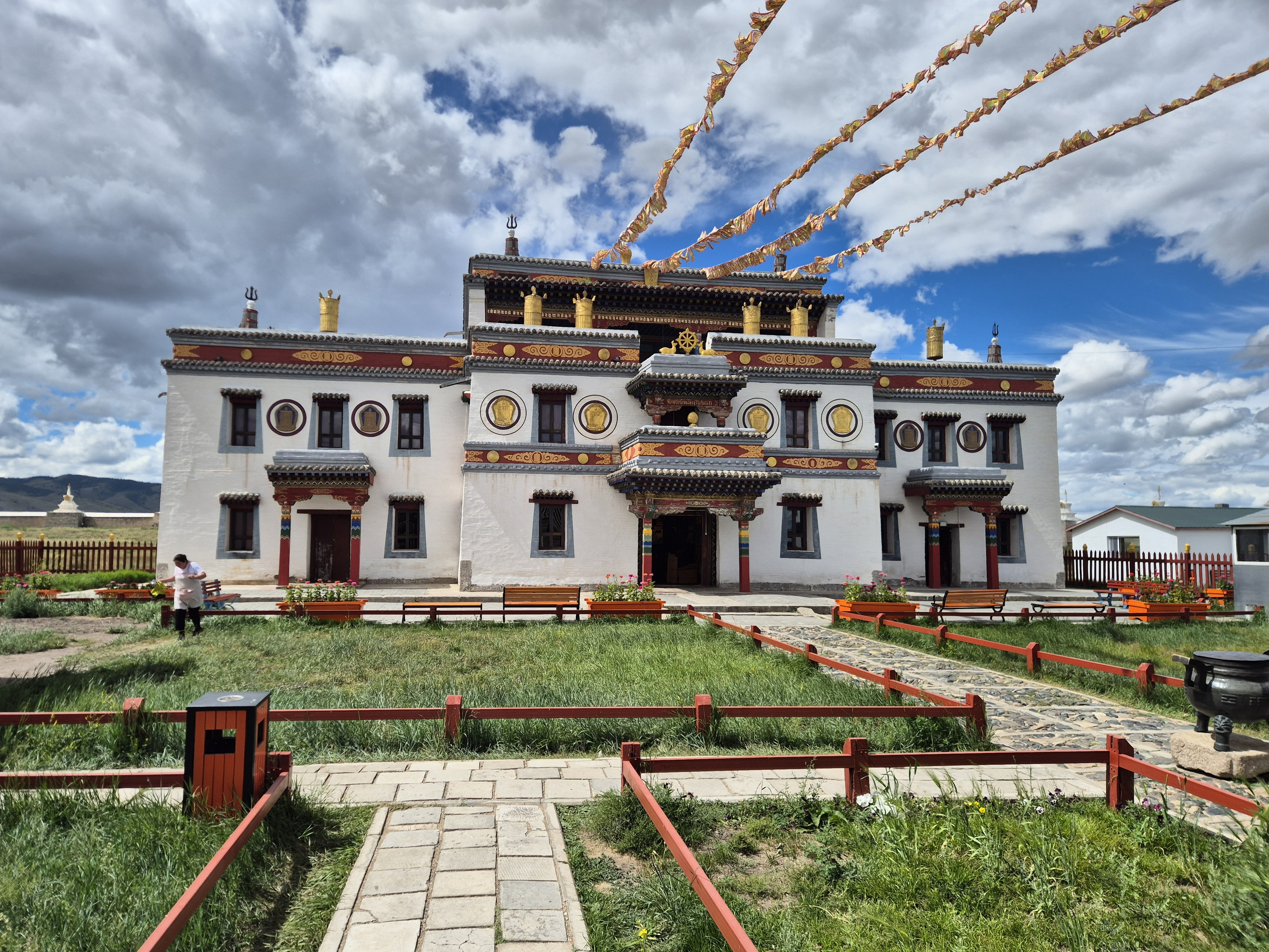
额尔德尼召内的“道次第”（Laviran）殿，是蒙古国极少的纯藏式建筑

萨迦派对额尔德尼召的经典以及教仪有长期影响，据称第三世达赖喇嘛曾经送给阿巴岱汗的礼物包括萨迦派的经典《喜金刚双身宝帐怙主》（Жидор Гургомбо）。额尔德尼召的主要供物贡布固尔（Гомбогүр）或宝帐怙主（Гомбо бурхан）也是萨迦派召庙的主要供物。1657年，在额尔德尼召举办了贡布固尔的定期法会。1775年，额尔德尼召派使者赴萨迦派召庙，请回了大批经典及佛像、供物。在此举办的跳神仪式亦为贡布固尔神的仪式。17世纪末，锡哷图喇嘛丹巴达尔扎建立了道次第佛殿（Лаврин сүм），并举办新的法会。

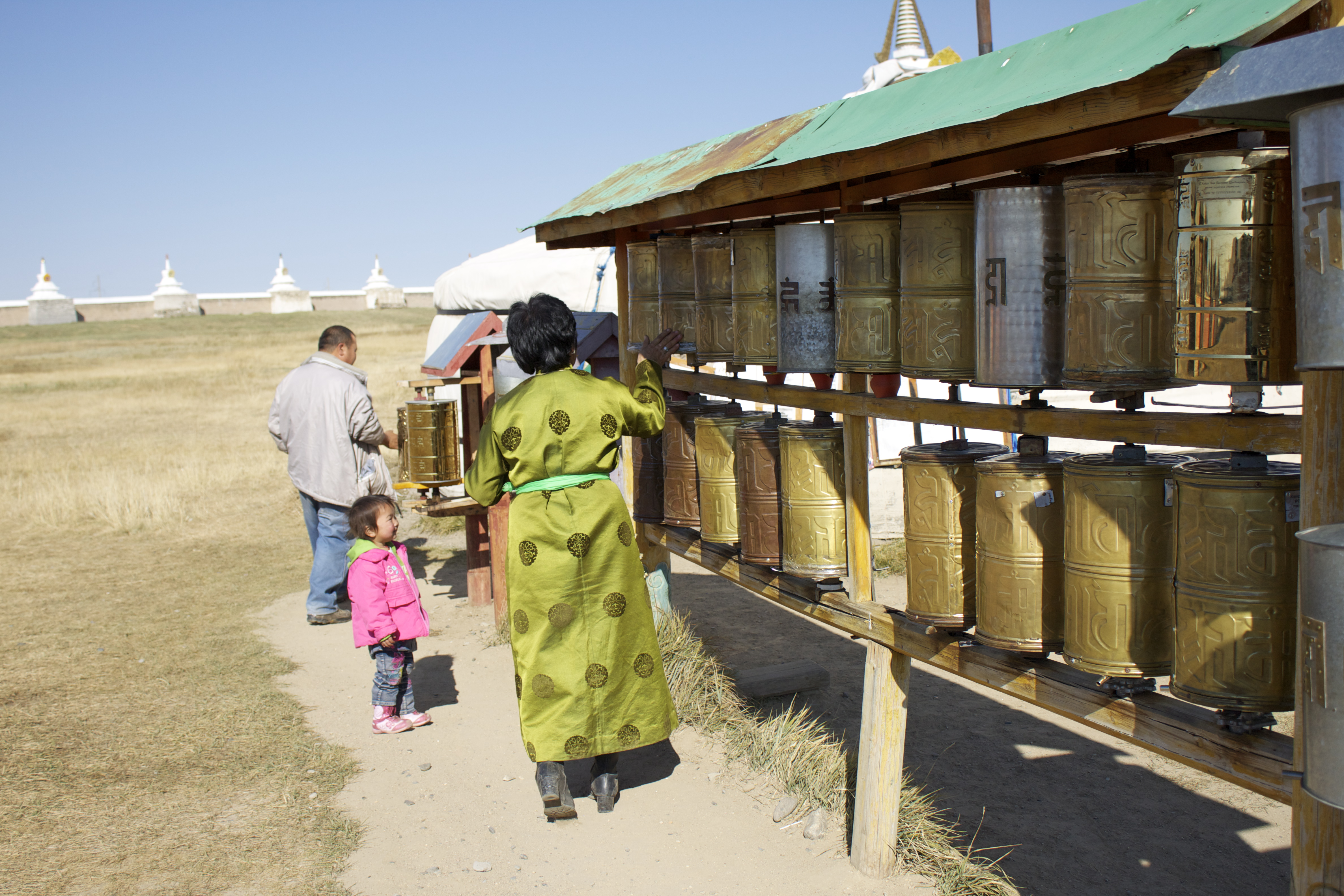
信众在转经

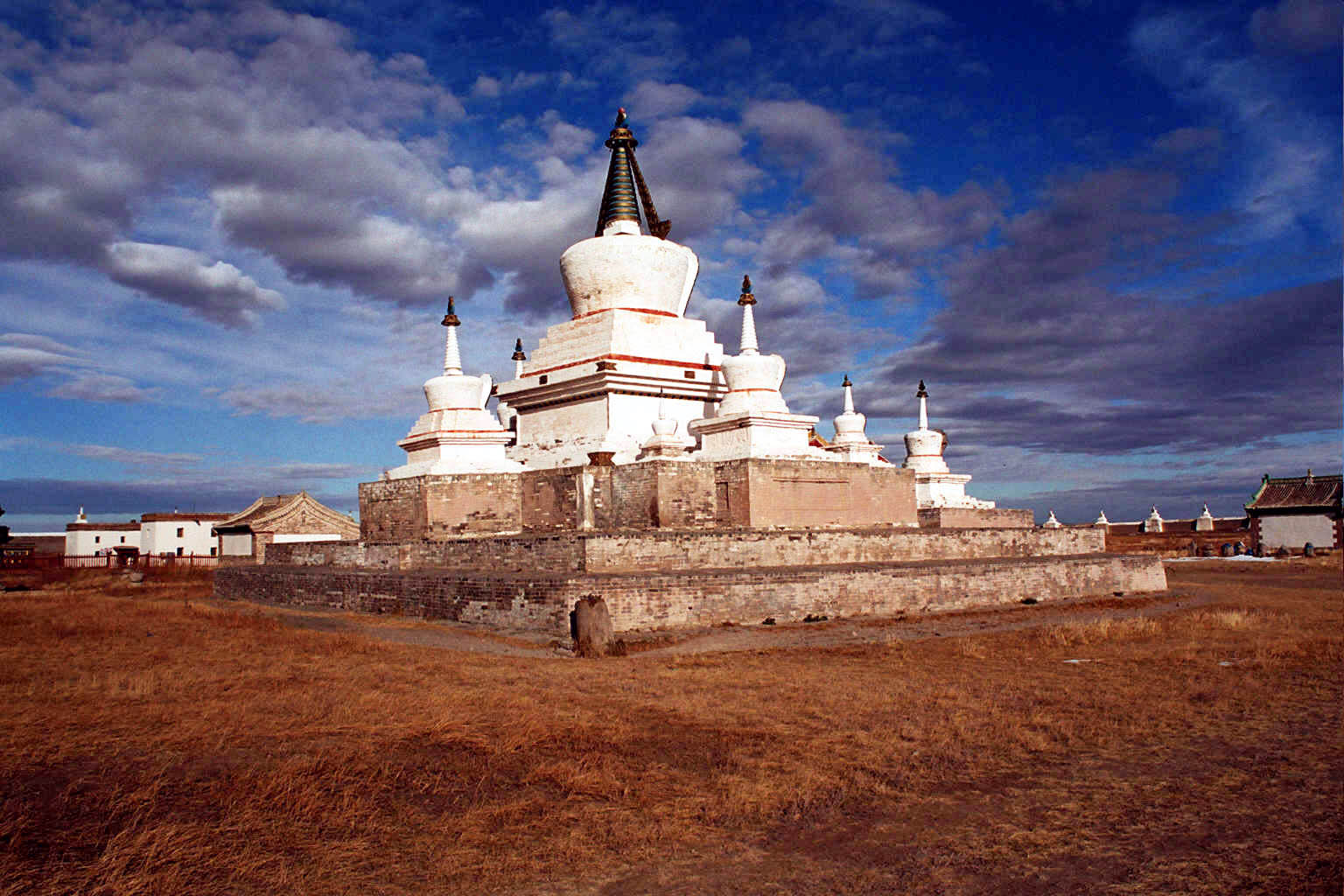
额尔德尼召的“金塔”

由上可见，额尔德尼召历史上深受萨迦派的影响。额尔德尼召建在位于漠北蒙古历代中心的鄂尔浑河畔之回鹘汗国遗址、原蒙古窝阔台汗驻跸之地，又是喀尔喀蒙古历代土谢图汗的主要召庙。额尔德尼召一度是喀尔喀唯一的的召庙。但后来额尔德尼召并未成为喀尔喀蒙古的首府。其主要原因之一，可能便是额尔德尼召崇奉萨迦派经典。

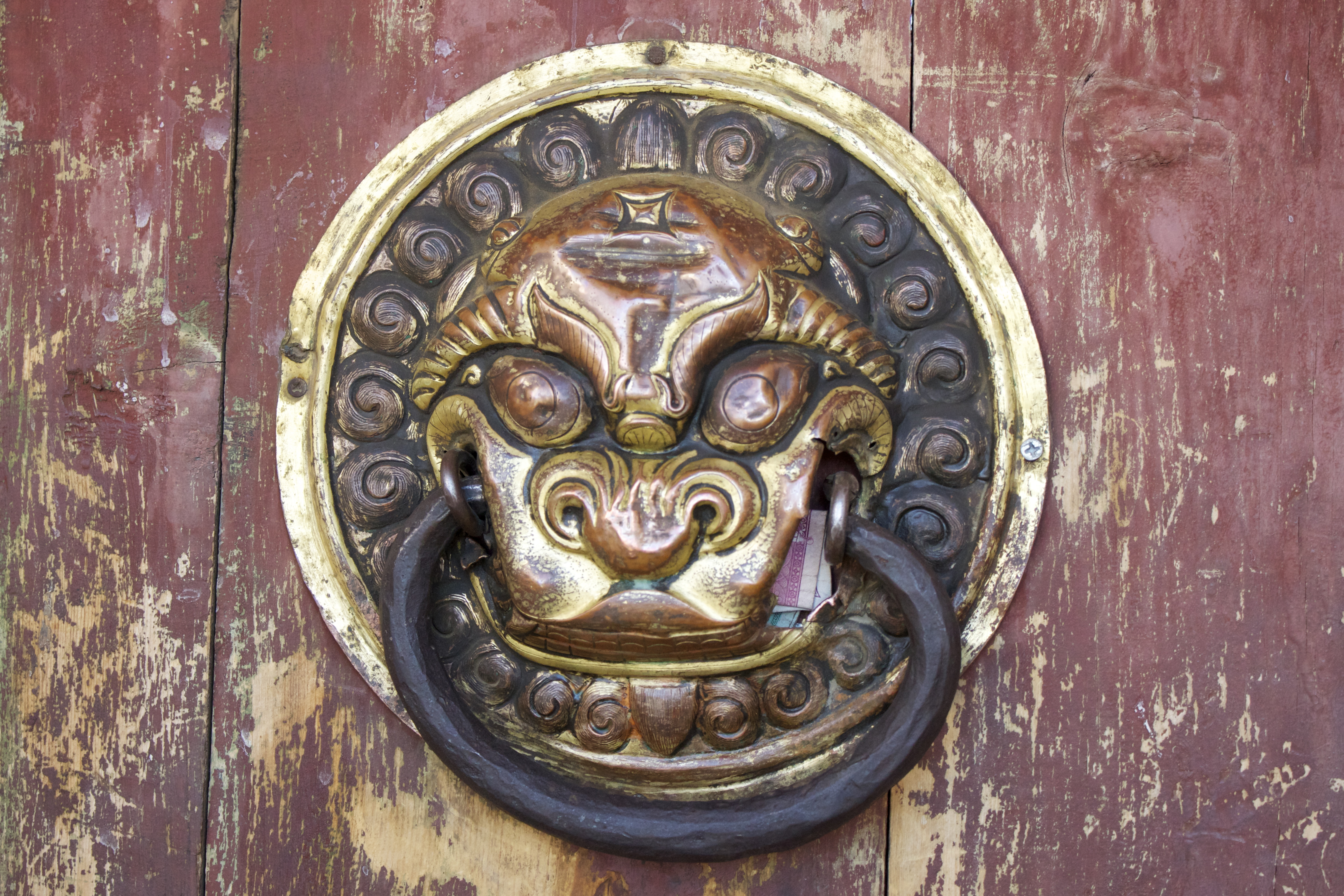
额尔德尼召内的铺首衔环

1635年，土谢图汗衮布多尔济之子罗布藏旺布札勒仓成为第一世哲布尊丹巴，从而成为喀尔喀蒙古最早的温都尔格根。他在蒙古剃度受戒之后，在1649年到西藏朝拜班禅、达赖，取经并受戒。由此，温都尔格根信奉黄教（即藏传佛教格鲁派）。当时，黄教势力骤然扩大，在清朝皇帝的扶持之下，在西藏及蒙古发展得十分兴盛。温都尔格根虽常到额尔德尼召，但不在此驻锡。1647年，他在额尔德尼召以西20公里的地方，兴建了一座名叫“西库伦”（Баруун Хүрээ）的新召庙。该庙在温都尔格根时期成了黄教的中心。1653年，在距离额尔德尼召不远的锡伯图山（Шивээт Уул）前，又建了一座召庙“格根布特勒音苏默”（Гэгээн бутээлийн сүм），他每次到额尔德尼召时，都住在“格根布特勒音苏默”。他不住在额尔德尼召，是为回避额尔德尼召的萨迦派的经典。数年之后，温都尔格根的鄂尔多（驻锡之地）旁边建起了许多召庙，变为“大库伦”（Их Хүрээ）。此后，在温都尔格根的鄂尔多、大库伦诸庙所在地，逐渐形成了喀尔喀蒙古的首府。额尔德尼召的影响力则相对下降。
1803年，额尔德尼召第七代锡哷图丹巴达尔扎（Дагвадаржаа）圆寂。
1939年，蒙古人民革命党领导人乔巴山下令将额尔德尼召摧毁，此为大镇压的一部分。在大镇压中，蒙古人民共和国数以百计的佛教寺院被摧毁，上万名喇嘛被处决。额尔德尼召仅有三座较小的殿堂以及带有白色佛塔的外墙被保留下来。1947年，额尔德尼召被改为博物馆。据说，在斯大林的压力下，这部分建筑幸免于难。有研究者称，斯大林的压力与美国副总统亨利·阿加德·华莱士于1944年对蒙古人民共和国的访问有关。
此后，额尔德尼召作为博物馆而存在。当时蒙古人民共和国唯一开展宗教活动的寺院便是乌兰巴托的甘丹寺。1990年蒙古革命后，额尔德尼召被还给了喇嘛们，从而重新成为一座开展宗教活动的场所。如今，额尔德尼召既是一座兴盛的佛教寺院，又是向游客开放的博物馆。
在额尔德尼召之外的一座小山上，有一块哈拉和林石，为雕刻成阴茎形状的石头。据说这块石头会抑制僧侣的性冲动，保证他们行为端正。